# Iqbal Sacranie

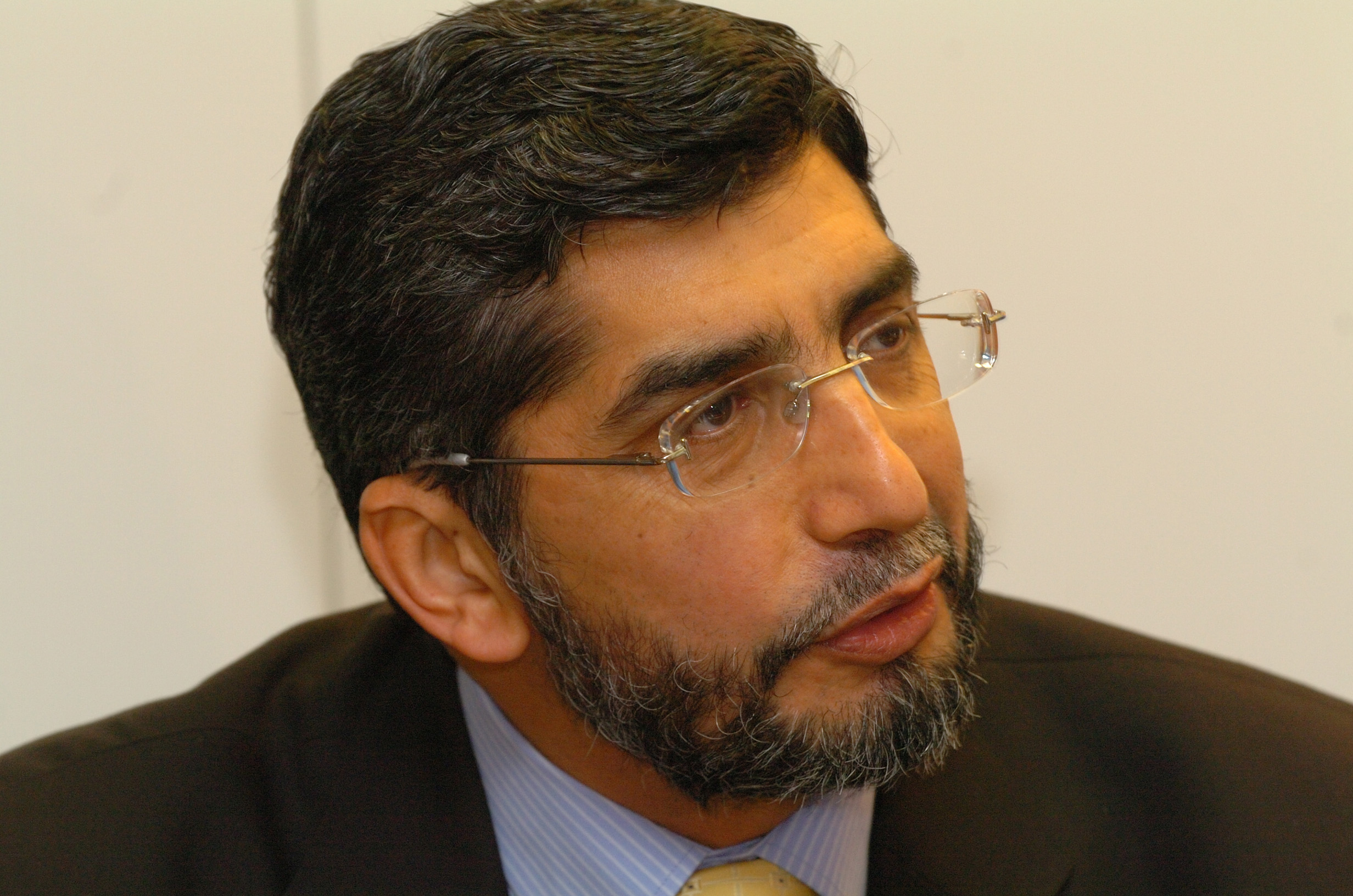
Iqbal Sacranie (2005)

Sir Iqbal Abdul Karim Mussa Sacranie (* 6. September 1951 in Malawi) ist ein muslimischer Funktionär in Großbritannien und war 2002 bis 2006 der Generalsekretär des Muslim Council of Britain (MCB), der mitgliederstärksten muslimischen Glaubensgemeinschaft in Großbritannien.
Sacranie flüchtete als Angehöriger der muslimischen Minderheit in Malawi nach der Unabhängigkeit seines Landes 1964 nach Großbritannien. Seit den 1980er Jahren beschäftigte sich Sacranie vor allem mit der Frage der besseren Integration der Muslime in Großbritannien. Unter anderem durch seine Initiative entstand 1997 der MCB. Am 1. Dezember 2005 wurde er von Königin Elisabeth II. als Knight Bachelor geadelt.
Sacranie und der MCB sind in Großbritannien wegen ihrer islamisch-konservativen bzw. fundamentalistischen Haltung kritisiert worden. So erklärte Sacranie nach der Veröffentlichung des Buches Die Satanischen Verse von Salman Rushdie, aufgrund dessen der Autor von Islamisten mit dem Tode bedroht wurde, dass der "Tod vielleicht zu leicht" für Rushdie sei und stattdessen sein Geist gequält werden müsse, bis er sich für die Blasphemie entschuldige. Später erklärte er, diese Äußerungen seien falsch verstanden worden: Er habe lediglich versuchen wollen, Muslime davon zu überzeugen, dass es falsch sei, Rushdie zu töten. Der MCB boykottierte von 2001 bis 2007 eine Erinnerungszeremonie für die Befreiung des Konzentrationslagers Auschwitz und begründete dies mit der israelischen Besatzung Palästinas, bei der unschuldige Muslime getötet würden. 2005 eröffnete die Polizei gegen Sacranie eine Untersuchung wegen Belästigung, nachdem er am Radio gesagt hatte, homosexuelle Beziehungen seien "schädlich" und eingetragene Partnerschaften Homosexueller "nicht akzeptabel".